# Luftangriffe auf Nordhausen

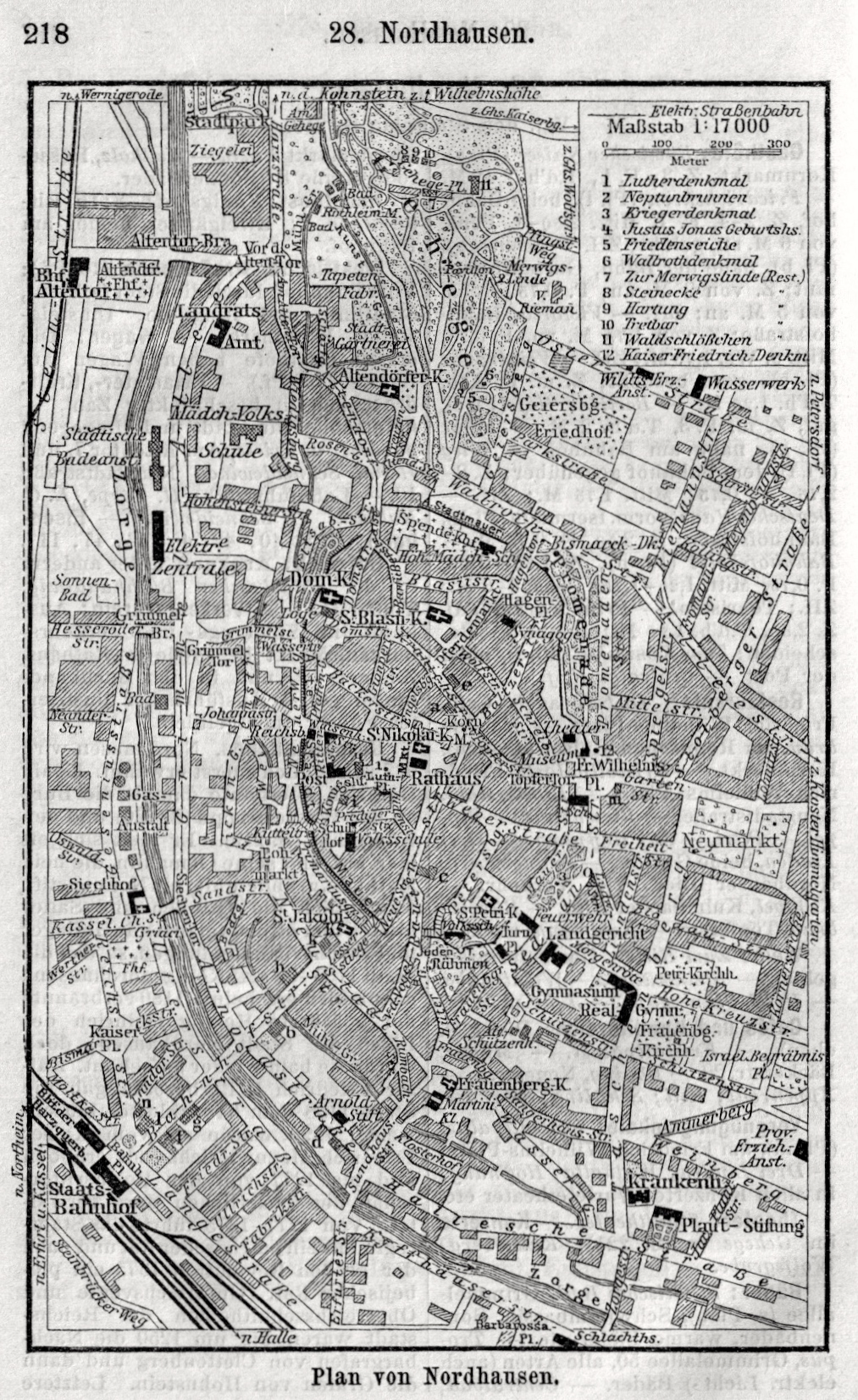
Nordhausen 1912

Von April 1944 bis zum 1. April 1945 griff die US-amerikanische Luftwaffe mehrmals den Fliegerhorst und die Stadt Nordhausen mit insgesamt 296 Tonnen Bomben an. Am 3. und 4. April 1945, eine Woche vor dem Einmarsch der US-Armee, erfolgten dann zwei verheerende Luftangriffe auf Nordhausen durch das Bomber Command der britischen Royal Air Force mit 2.386 Tonnen Bomben. Sie zerstörten über 75 % der Kreisstadt am Südharz und forderten mindestens 8.800 Menschenleben. Es handelte sich um die größte Katastrophe in der tausendjährigen Geschichte von Nordhausen.

## Nordhausen vor den Luftangriffen

Einwohnerzahl von Nordhausen ab 1800. Deutlich sichtbar der Hochpunkt Anfang 1945 und der Tiefpunkt nach den Bombardements

Die südlich des Harzes gelegene Stadt Nordhausen hatte vor dem Zweiten Weltkrieg 42.000 Einwohner. Durch Ortsfremde (Luftkriegsevakuierte, Flüchtlinge, ausländische Arbeitskräfte, Verwundete und Kriegsgefangene) war deren Zahl Anfang März 1945 auf 65.000 Einwohner angestiegen. Insbesondere für Evakuierte aus Berlin, Hamburg und Westdeutschland waren die Stadt Nordhausen und der Kreis als Aufnahmeräume ausgewiesen.
Als Garnison hatte Nordhausen keine ältere Tradition. Mitte der 1930er Jahre wurde im Süden der Stadt die große Anlage der „Luftnachrichten-Schule 1“ gebaut, die „Boelcke-Kaserne“, mit Lehrräumen, Unterkünften und Fahrzeughallen. Südlich der Stadt errichtete die Luftwaffe einen Fliegerhorst als Ausbildungsplatz und zeitweise Flugzeugwerft. Bis Mitte März 1945 wurden hier Flugzeuge für den Mistelschlepp („Huckepack“-Flugzeuge) montiert und Piloten dafür geschult. Sonst diente der Fliegerhorst 1945 noch zum Auftanken von Jagdflugzeugen bei Zwischenlandungen. In provisorischen Unterkünften in der Stadt gab es die evakuierte „Marineverwaltung West“. In der Stadt und ihrer nahen Umgebung existierten viele Lazarette mit insgesamt etwa 1.000 Verwundeten. Die Lazarette und Krankenhäuser trugen weithin sichtbare große Rotkreuz-Symbole auf den Dächern. Im Rahmen des Luftschutzes waren auch in der Fachwerkstadt Nordhausen Luftschutzkeller, mit Mauerdurchbrüchen zu Nachbarkellern, ab Spätsommer 1943 öffentliche Luftschutzräume (als eigentlicher Luftschutzbunker wurde nur der Felsenkeller im Gehege bis Februar 1945 fertig ausgebaut), ausbetonierte und abgedeckte Splittergräben und Löschwasserteiche angelegt worden. Es gab ein Flugwarnkommando der Luftwaffe (FLUKO), aber Anfang April 1945 keine nennenswerte Flak- oder Jagdabwehr mehr für die Stadt. Wie überall, waren Betriebe in Nordhausen auf Rüstungsproduktion umgestellt worden.
Das Mittelwerk Dora bei Nordhausen produzierte Anfang April 1945 keine V-Waffen oder andere Rüstungsgüter mehr. Die dort Beschäftigten, darunter Tausende von Häftlingen des KZ Mittelbau und Zwangsarbeitern, wurden evakuiert. Das Werk selber oder seine Verkehrsanbindungen waren nie Ziel alliierter Luftangriffe.
Die frühere Luftnachrichtenschule 1 oder Boelcke-Kaserne wurde seit Herbst 1943 (?) nicht mehr militärisch genutzt. Tausende von Arbeitern, später auch Flüchtlingen fanden dort Unterkunft. Im Südteil richteten die Junkers-Werke eine Flugmotoren-Montage ein, in der größtenteils „Fremdarbeiter“ eingesetzt waren. Seit 8. Januar 1945 befand sich im Nordteil ein bald überfülltes Häftlingslazarett des KZ Mittelbau. Im Februar kamen zeitweise 3.500 Häftlinge aus dem KZ Groß-Rosen in Schlesien dazu.

## Frühere Luftangriffe

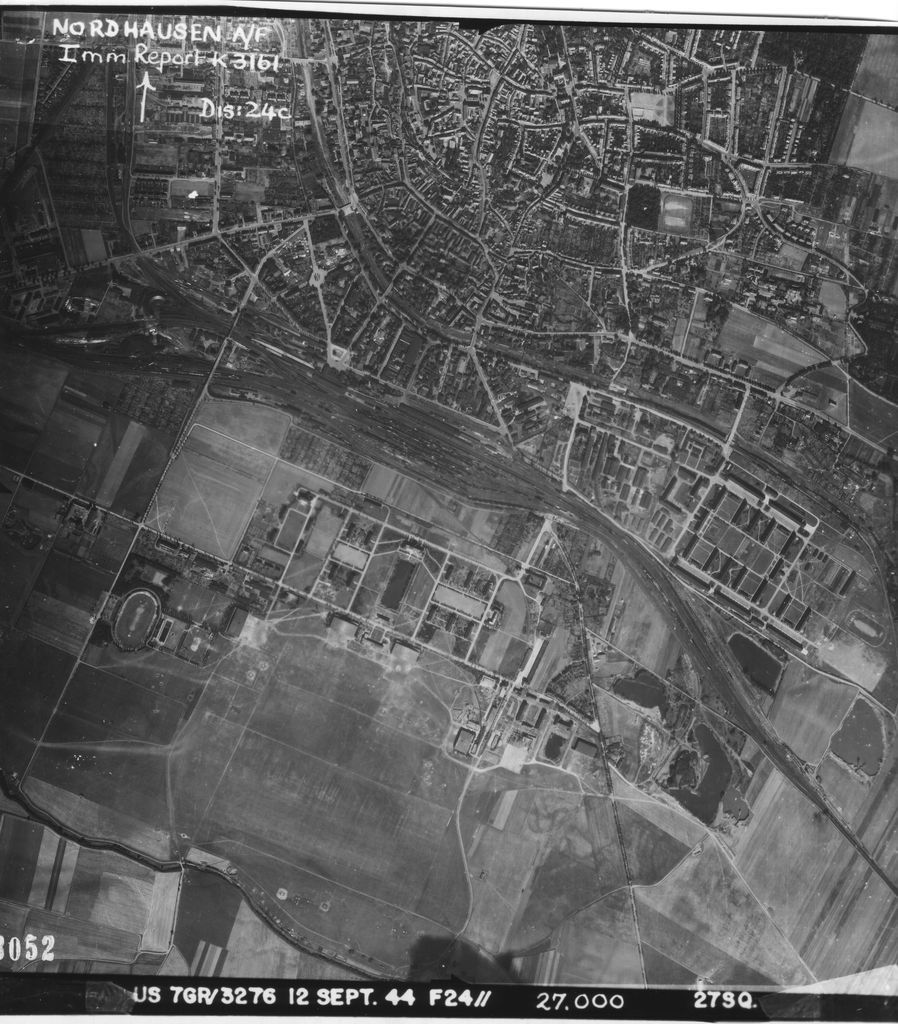
US-Luftbild von Nordhausen 1944. Fliegerhorst am unteren Bildrand, Boelcke-Kaserne mittlerer Bildrand rechts

Der erste Fliegeralarm in der Stadt wurde bereits am 4. September 1940 nachts gegeben. Am 26. August 1940 war der Flugplatz zum ersten Mal von zwei Bombern angegriffen worden. Andere Angriffe in der Umgebung der Stadt, wohl „Notabwürfe“ von Bomben, erfolgten ab Sommer 1942.
Am 11. April 1944 gab es durch einen Angriff mit Bordkanonen und Maschinengewehren „erste Tote in unserer Stadt“, notierte die Nordhäuser Luftkriegschronistin Johanna Meyer. Am 24. August 1944 fielen sechs Luftwaffensoldaten bei einem der häufiger werdenden Angriffe auf den Fliegerhorst. Die 34 – mit Spreng- und Brandbomben angreifenden – Flugzeuge attackierten auch den Bahnhof. Am 13. September 1944 brachte bei Nordhausen ein deutsches Jagdflugzeug eine  B-17 „Flying Fortress“ durch Rammen zum Absturz. Am 7. Oktober 1944 warfen 24 amerikanische B-17 „Flying Fortress“ 57 Tonnen Bomben auf den Flugplatz.
Ab Herbst 1944 flogen immer häufiger Jagdbomber Angriffe auf Eisenbahnzüge auch im weiteren Umfeld von Nordhausen. So zerstörten am 21. Februar 1945 Jagdbomber durch Bordwaffenbe-schuss einen voll besetzten D-Zug zwischen Berga-Kelbra und Aumühle, 40 Menschen waren auf der Stelle tot. Durch Angriffe von Tieffliegern gab es immer häufiger zivile Tote bei Nordhausen.
Am 22. Februar 1945 richteten 30 schwere amerikanische Bomber vom Typ B-24 „Liberator“, deren Ziel der Verschiebebahnhof gewesen sein soll,  beträchtliche Zerstörungen in der östlichen Unterstadt an, an Wohngebäuden und auf Betriebsgelände. Der Angriff erfolgte im Rahmen der anglo-amerikanischen Operation Clarion gegen Verkehrsziele in Deutschland. Für 48 der 51 Toten fand eine öffentliche Trauerfeier auf dem Neuen Friedhof am Schlageter-Ring (Stresemann-Straße) statt.
Am 1. April 1945, Ostersonntag, erzielte ein US-Jagdbomber einen Volltreffer auf das Hotel „Hessischer Hof“ und ein Nachbarhaus. Es starben 30 Zivilisten und Marine-Offiziere.
Die Zahl der Luftalarme in Nordhausen hatte bis Anfang April 1945 auf 861 zugenommen, davon alleine im März 174 Alarme, täglich 5 bis 6. Über Nordhausen führte eine Hauptroute der zunehmenden alliierten Bomberströme nach Berlin und in das mitteldeutsche Industriegebiet. Das erklärt die meisten der vielen Luftalarme, die die Bevölkerung Tag und Nacht nicht mehr zur Ruhe kommen ließen.

## Vorbereitungen auf den „Doppelschlag“ und Angriffsbefehl
Bereits Ende 1944 hatten britische Fernaufklärer nachts unter tagheller Beleuchtung durch Magnesiumbomben die Stadt und ihre Umgebung sorgfältig aus der Luft fotografiert. Ende März 1945 wurde dann vom Supreme Headquarters Allied Expeditionary Force (SHAEF) der Befehl zum Luftangriff auf Nordhausen an das Bomber Command der Royal Air Force erteilt. Luftmarschall Arthur Harris befahl am 2. April für einen Doppelschlag an zwei Tagen. 3.466 britische Soldaten kamen als fliegendes Personal zum Einsatz, 14 im Alter von 22 Jahren kamen durch Absturz ums Leben. Zweck des Angriffs war:  To kill military and Nazi personal evacuted from Berlin to these baracks and the town of Nordhausen (gemeint das Areal der Boelcke-Kaserne).

## Der Großangriff am 3. April 1945

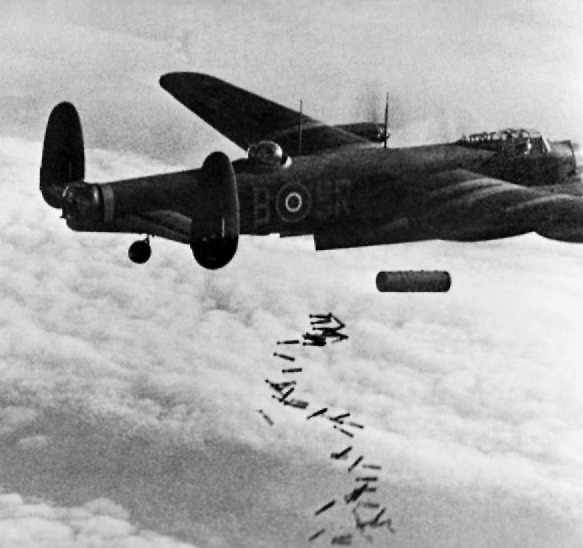
Britische Avro Lancaster beim Abwurf eines Blockbuster: 4000-Pfund-Minenbombe und von Stabbrandbomben (1944)

Britische Sprengbomben, darunter auch eine Minenbombe HC 4000

256 Bombenflugzeuge der No. 1 und No. 8 Group der RAF, darunter 247 schwere, viermotorige Avro Lancaster (Tragfähigkeit je 6 Tonnen Bombenlast) und 9 schnelle Mosquito-Leichtbomber (je eine Tonne Bombenlast) starteten am 3. April 1945 in England. Beteiligt war auch eine polnische Staffel mit 14 Maschinen. Begleitet wurden die Bomber von 17 Begleitjäger-Staffeln. 220 Bombenflugzeuge erreichten ihr Ziel Nordhausen und warfen von 16:15 bis 16:25 Uhr 2.690 Sprengbomben ab. Die Maschinen flogen relativ niedrig, die Nordhäuser konnten das Öffnen der Bombenschächte sehen. Vorausgegangen war das Setzen von Zielmarkierungen über der Boelcke-Kaserne mit Magnesium-Leuchtzeichen („Christbäume“) durch Führungsmaschinen. Den Hauptschlag führte ein Pulk von 191 Lancaster-Bombern, der aus Richtung Kyffhäuser einflog. Nach vielen Fehlwürfen auf das Gebiet zwischen Bielen und Nordhausen zerstörten diese besonders den gesamten südöstlichen Quadranten der Stadt. Dazu gehörte als Hauptziel die Boelcke-Kaserne (die vor allem mit kranken Häftlingen belegt war). Das Kriegstagebuch des britischen Bomber Command schreibt dazu: “...to attack what were believed to be military barracks near Nordhausen. Unfortunately, the barracks housed a large number of concentration camp prisoners and forced workers ...The bombing was accurate and many people in the camp were killed; the exact number is not known.” Ein Teil der Überlebenden flüchtete in die Umgebung. Die Stadt war durch Zerstörung der Infrastruktur ohne Strom, damit auch ohne Sirenen, und ohne Leitungswasser. Die Dächer waren abgedeckt, die Fenster zersplittert. „Die Stadt war schwer getroffen, aber noch eine organisierte Gemeinschaft.“ Die Verletzten wurden gesammelt und nach Neustadt und Sülzhayn gebracht, die Ausgebombten erhielten Notquartiere in der Stadt selbst und ihrer Umgebung. Viele Nordhäuser flüchteten aus der Stadt in zwei Stollen der unterirdischen Anlagen von Mittelbau Dora im Kohnstein bereits am 3. April Geflüchtete, später wurden es 10.000. Das Stadtkrankenhaus war beschädigt, die Patienten wurden in Notkrankenhäuser in das benachbarte Petersdorf gebracht, vor allem in das Ausflugsrestaurant Harzrigi. Bomben fielen auch auf mehrere benachbarte Dörfer und deren Flur, besonders betroffen war Bielen. Zwei Bomber gingen auf Hin- und Rückflug verloren.

## Der Großangriff am 4. April 1945

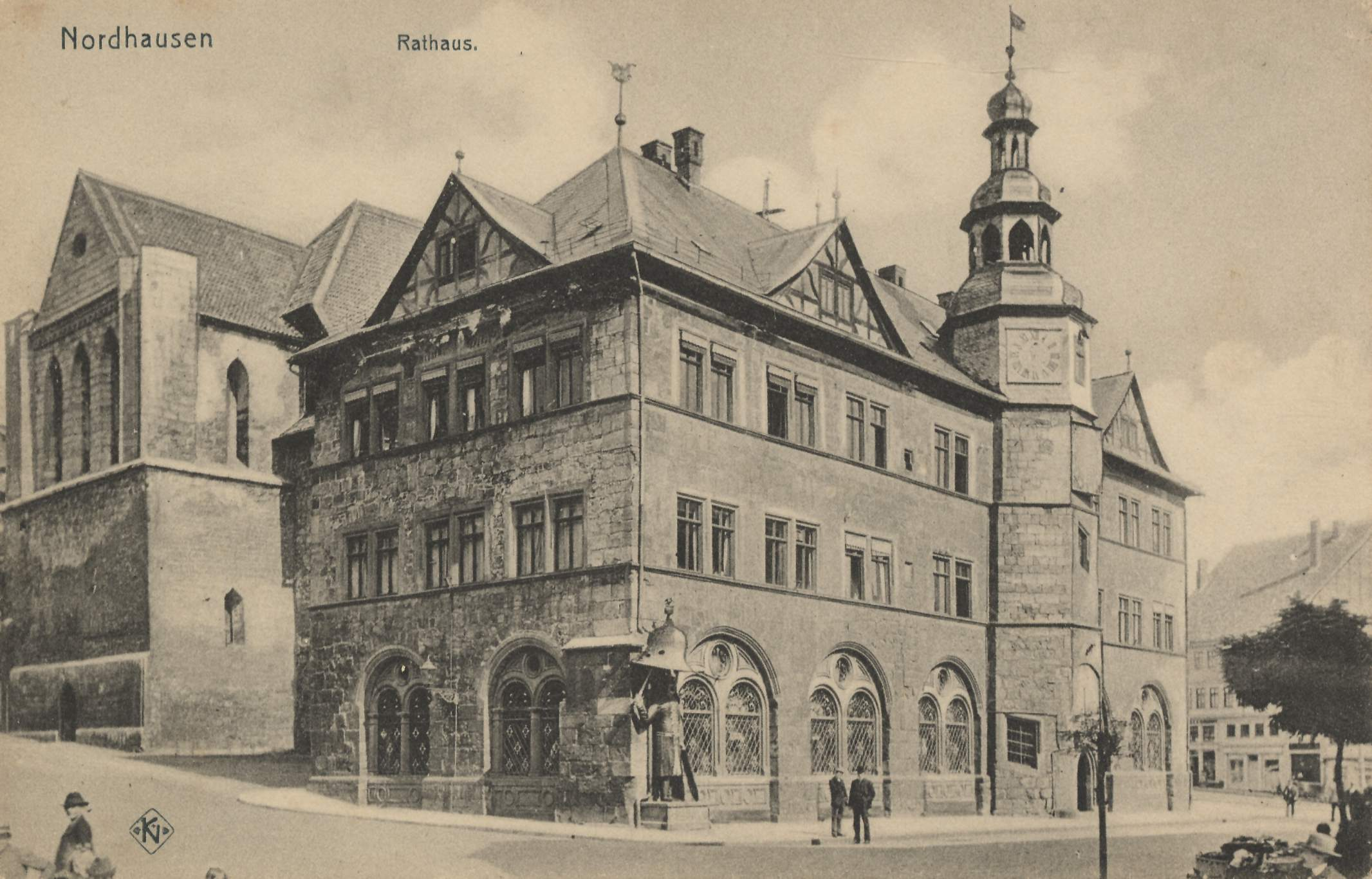
Rathaus (1945 ausgebrannt), dahinter Marktkirche St. Nikolai (1945 zerstört)

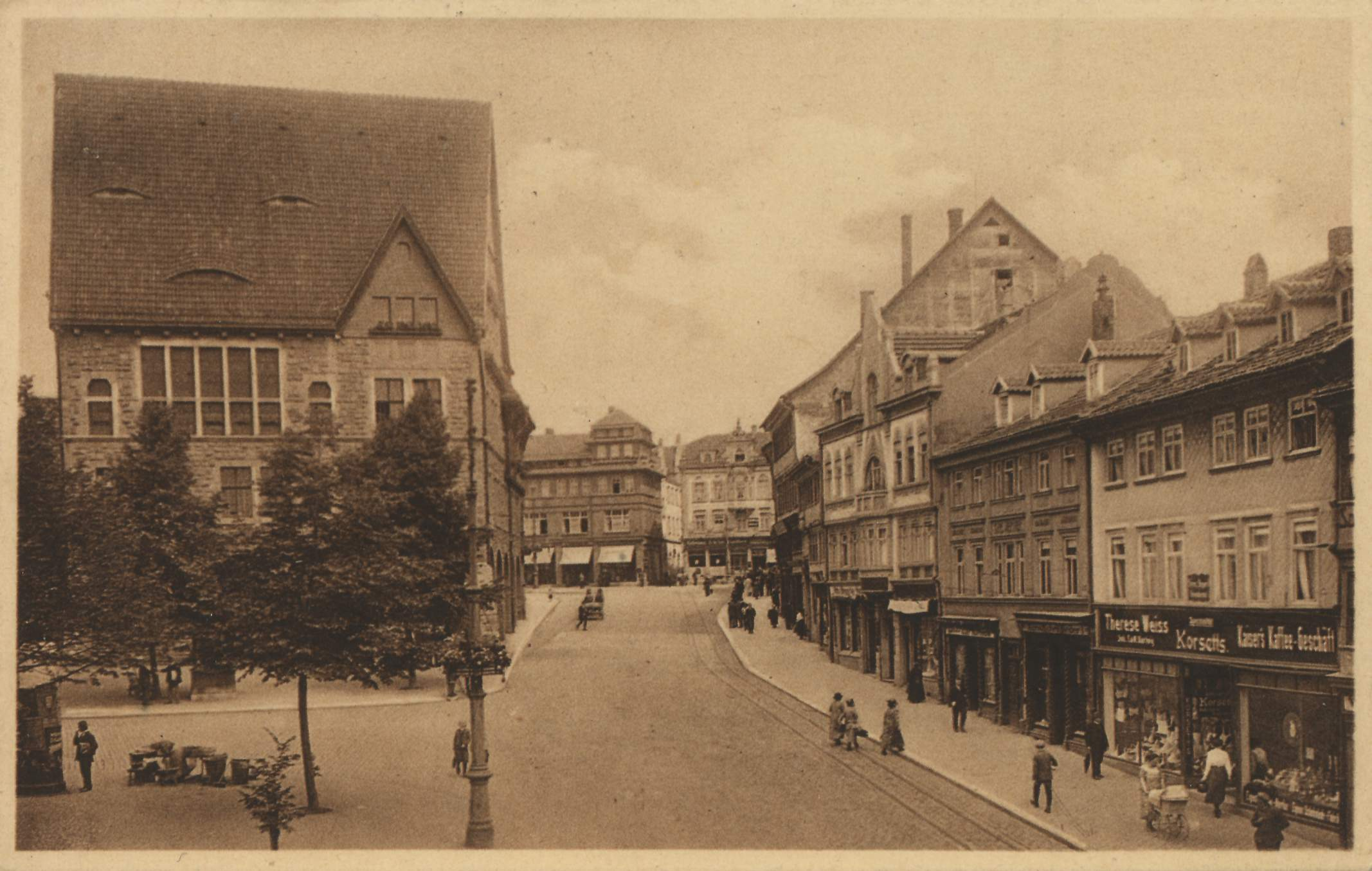
Rautenstraße (1945 zerstört, Häuser abgetragen) mit Stadthaus (1945 ausgebrannt)

252 Bombenflugzeuge der auf Flächenangriffe auf Städte spezialisierten No. 5 Bomber Group starteten an diesem Morgen in England, davon 243 Lancaster und 9 Mosquitos. 236 Maschinen erreichten ihr Ziel Nordhausen und führten den Angriff durch. Von 09:08 bis 09:24 Uhr (andere Angabe: 09:15 bis 09:21 Uhr) warf ein Teilverband von 93 Lancaster gezielt 1.039 Sprengbomben erneut auf die Region „Boelcke-Kaserne“ und der Hauptverband 2.784 Sprengbomben im Reihenwurf auf die Stadt ab, dazu Brandbomben und Phosphorbehälter. Die Ziele waren exakt durch vier Markierungsbomben mit weithin sichtbaren Leuchtkaskaden gezeigt worden. Die Bombenteppiche trafen noch einmal die Region der Boelcke-Kaserne und zerstörten fast die ganze Altstadt; nur noch die nördlichen, westlichen und südlichen Randbezirke blieben erhalten. Die Minenbomben zerstörten auch öffentliche Luftschutzeinrichtungen, so durchschlug eine Bombe das Gewölbe des Kellers des Kegler-Klubhauses und tötete dort 78 Menschen. Auch Kirchen boten keinen Schutz: so starben viele Gemeindemitglieder, die sich in die Petrikirche geflüchtet hatten, durch Sprengbomben. Die Bomben trafen nahezu ausschließlich zivile Ziele, darunter alle Krankenhäuser und Lazarette. Die Bahnanlagen blieben erhalten, die Strecke Halle – Nordhausen – Kassel war weiterhin befahrbar, und militärische Einrichtungen wurden kaum getroffen, auch nicht ein mit 5 Millionen Litern gefülltes Benzinlager. Dagegen breiteten sich die durch abgeworfene Brandmittel entfachten Brände in der überwiegend aus Fachwerkbauten bestehenden zertrümmerten Innenstadt mit ihren schon seit dem Vortag abgedeckten Dächern rasch zu einem verheerenden Flächenbrand aus, der zu einem Feuersturm führte. Nach Walter Geiger hat es sich nicht um einen Feuersturm im eigentlichen Sinne gehandelt, sondern um „einen nicht ganz in sich geschlossenen Großbrand“, der jedoch die ihm zugedachte Rolle spielte und zu einer Erhöhung der Menschenverluste beitrug. Tiefflieger behinderten versuchte Lösch- und Rettungsaktionen. Die örtliche Feuerwehr war, soweit noch vorhanden, von der Lage völlig überfordert. Unter der überlebenden Bevölkerung herrschte Panik, sie verließ fluchtartig zu Zehntausenden das Inferno der Stadt. Auch außerhalb von Nordhausen wurde sie von Jagdbombern beschossen. Unter Einsatz von Krankentransportwagen aus der Umgebung wurden viele Verwundete nach Petersdorf, Buchholz und Neustadt gebracht. Dort, wo es möglich war, retteten beherzte Menschen Teile der Stadt. Das war im weniger betroffenen Domviertel nordwestlich des Zentrums und in Altendorf der Fall. So konnte auch der Nordhäuser Dom, dessen Dach brannte, noch vor der völligen Zerstörung bewahrt werden. Die Kasseler Feuerwehr half hier mit, Wehrmachts-Pioniere sprengten eine Brandgasse. Erhalten blieb ein Stadtviertel, begrenzt etwa durch die westliche und nördliche Stadtmauer, die Barfüßerkirche, Kalte Gasse und Königshof und der Stadtteil Altendorf. Am Abend und in der Nacht war die Stadt ein weithin schauerlich leuchtendes Flammenmeer. In der Mitte davon zeigte sich der Kirchturm von St. Petri als riesige Fackel, die gegen Mitternacht zusammenbrach und auf das Kirchenschiff stürzte. RAF-Piloten, die von einem Einsatz bei Merseburg zurückkehrten, berichteten um 23 Uhr von “good fires at Nordhausen”. Der Fliegerhorst wurde nicht bombardiert.
Bei diesem Angriff ging eine Lancaster verloren. Der bombenbeladene schwere Bomber explodierte über der Stadt im Verband, die sieben Mann Besatzung kamen dabei ums Leben.
Die RAF warf bei den beiden Angriffen am 3. und 4. April 1945 insgesamt 2.386 Tonnen Bombenlast über Nordhausen ab.

## Die Situation nach den beiden Angriffen
Das britische Bomber Command berichtete als Ergebnis der beiden Großangriffe, dass „die Stadt fast vollständig zerstört wurde, inbegriffen die Kasernenblöcke“.
Die Situation für die Bevölkerung nach den Angriffen kann nur mit dem Begriff „Inferno“ beschrieben werden. Das Stadtzentrum konnte tagelang nicht betreten werden. Es wüteten noch zahlreiche Brände, die Schutthaufen strahlten unerträgliche Hitze aus. Bomben mit Zeitzündern gingen hoch. Über den Trümmerfeldern lag bald Leichengeruch, besonders im Bereich der Boelcke-Kaserne. In den Nächten des 6. und 7. April wurden die Kranken und Verwundeten aus Nordhausen und Umgebung durch alle verfügbaren Fahrzeuge, besonders mit Pferde-Gespannen, in den Kohnstein in Sicherheit gebracht. Die Nordhäuser Bevölkerung war nach Schätzungen am 7. April wie folgt verstreut: 6.000 (8.800) Opfer tot unter den Trümmern, 6.000 Überlebende noch in der Stadt, 10.000 im Kohnstein und 20.000 in den umliegenden Dörfern, besonders nordöstlich der Stadt.
Zusammen mit dem Luftangriff auf Sondershausen flogen am 8. April 1945  um etwa 18:00 Uhr elf Bomber der 9. US-Luftflotte einen Angriff auf Nordhausen. Sie hatten wegen der starken Rauchentwicklung über Sondershausen durch vorausgehende Bombenwürfe ihr eigentliches Ziel nicht lokalisieren können.
Am 10. April näherten sich US-Panzer aus Richtung Hain dem Süden der Stadt Nordhausen und nahmen ihn unter Feuer, darunter die Ruinen der ehemaligen Boelcke-Kaserne.

## Amerikanische Besetzung

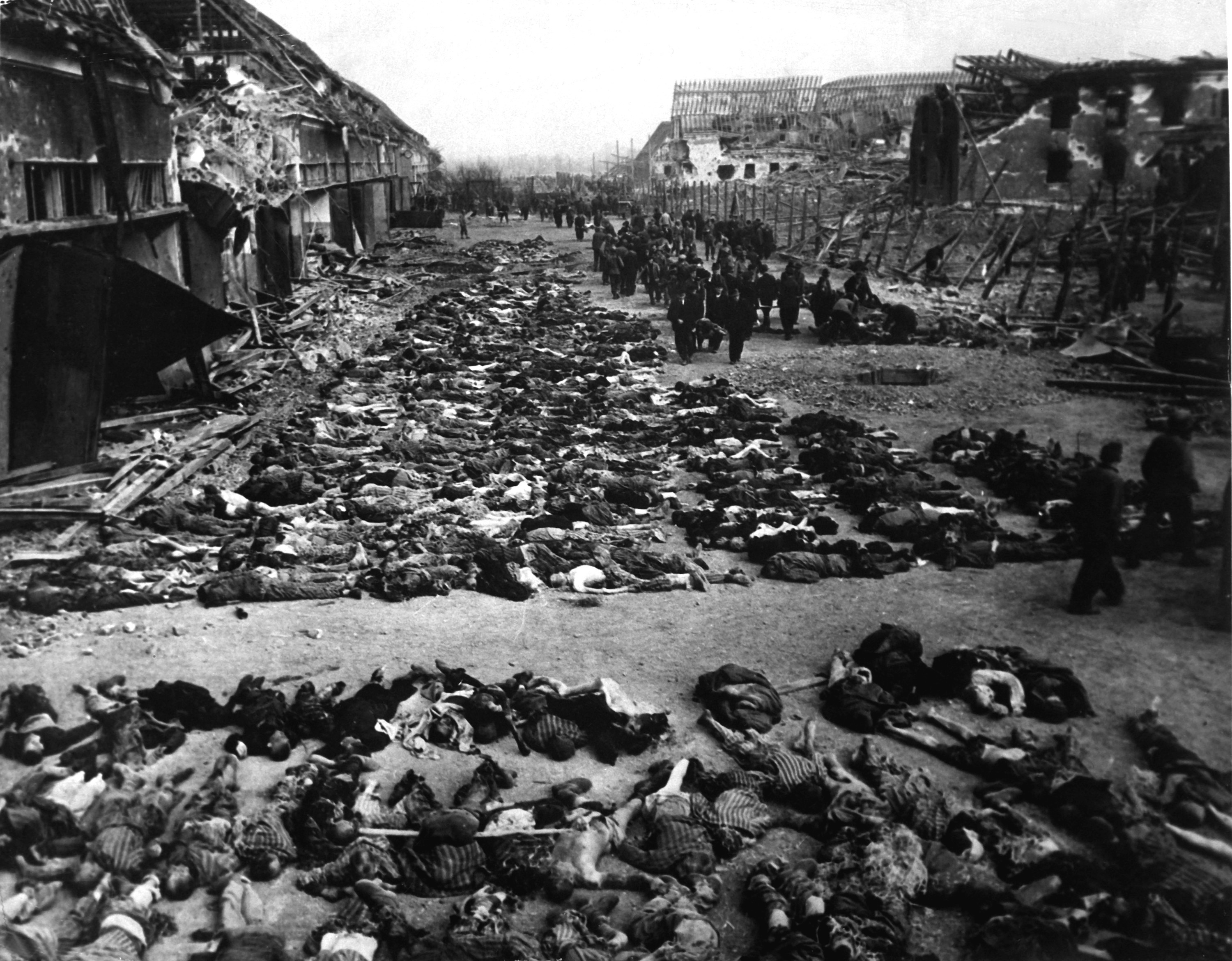
Opfer, vorrangig KZ-Häftlinge, in der durch Luftangriffe (3./4. April 1945) und Artillerie zerstörten Boelcke-Kaserne (Foto vom 12. April 1945)

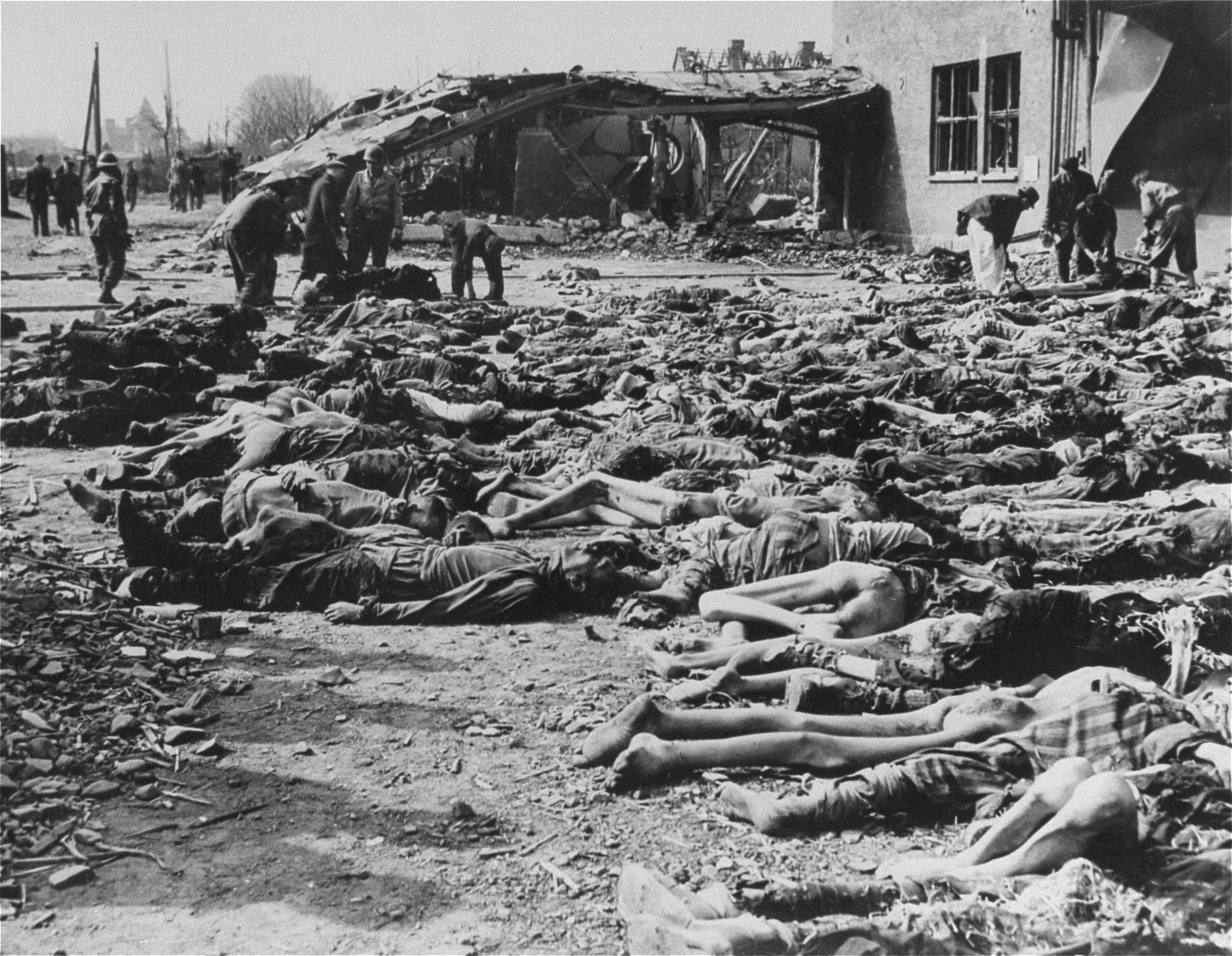
Opfer in Boelcke-Kaserne

Am 11. April besetzten, von Süden und Westen kommend, bis zum späten Nachmittag Truppen der 3. US-Panzerdivision kampflos die Stadt. Noch bewohnbare Gebäude mussten von der deutschen Bevölkerung geräumt werden und wurden von den Amerikanern belegt. Unter dem Eindruck der grauenhaften Bilder in der bombenzerstörten und mit Häftlingsleichen übersäten Boelcke-Kaserne traf der Brigadegeneral Truman E. Boudinot eine Reihe von Anordnungen. Es wurden vorläufig keine Nahrungsmitteltransporte in die Stadt gelassen. Nordhausen wurde für eine Woche zur Plünderung durch ehemalige Häftlinge und „Angehörige der gegen Deutschland im Kampf stehenden Nationen“ freigegeben. Die Plünderer legten oftmals noch Feuer, wodurch weitere Verluste an bewohnbarer Bausubstanz auftraten. Die männliche Bevölkerung hatte die überlebenden, verwundeten und kranken Häftlinge aus der Boelcke-Kaserne in Hilfslazarette und die fast 1.300 Toten aus dieser Anlage auf einen Sonderfriedhof am Schlageter-Ring zu transportieren. Dort fand am 13. Mai, mit Rede des Oberbürgermeisters Flagmeyer, eine Trauerfeier für die toten Häftlinge statt, zu der die Besatzungsmacht alle männlichen 16- bis 65-jährigen Nordhäuser befahl. Danach erhielten sie an Ort und Stelle ihre Personallegitimation, die zum Bezug von Lebensmittelkarten berechtigte. In den nächsten Tagen musste die weibliche Bevölkerung von Nordhausen mit Blumensträußen an die Gräber kommen und bekam dann ihre Personallegitimation. Die Plünderungen in der Stadt, an denen sich auch Deutsche beteiligten, gingen noch wochenlang weiter. Am 8. Mai drohte der Oberbürgermeister auf Anordnung der Militärregierung: „Ich weise darauf hin, dass für Plündern die Todesstrafe verhängt werden kann.“ Die Anschläge erfolgten in deutscher und polnischer Sprache.

## Opferzahlen und Begräbnisstätten
Der Antifa-Ausschuss von Nordhausen schätzte am 17. Juni 1945 ein, dass über 10.000 Menschen bei den Bombenangriffen ums Leben gekommen seien. Der Magistrat von Nordhausen bezifferte 1948 die Verluste an Menschen durch die Bombenangriffe (im damaligen Stadtgebiet, ohne die später eingemeindeten Dörfer einschließlich Salza) wie folgt:
8.800 Tote insgesamt, davon 6.000 aus der ständigen Nordhäuser Wohnbevölkerung, 1.500 aus der nicht ständigen Bevölkerung (Luftkriegsevakuierte, Flüchtlinge, Soldaten, Kriegsgefangene und Fremdarbeiter) und 1.300 Häftlinge aus der früheren Boelcke-Kaserne. Von den 6.000 Toten aus der ständigen Nordhäuser Bevölkerung waren wohl 4.000 Frauen und Kinder, unter Einbeziehung der nicht ständigen Bewohner 4.500 Frauen und Kinder. Noch nach Jahren wurden Reste von Hunderten Menschen in den Trümmerfeldern der Stadt gefunden. Der Feuersturm hat auch zu spurlos gewordenen Opfern, zu Asche- und Schrumpfleichen geführt. „Es kann mit Gewissheit angenommen werden, dass die tatsächliche Anzahl der Opfer weitaus größer war [als die offiziellen 8.800]. Gezählt hat sie keiner.“
In den ersten Tagen ließen die Amerikaner in den Straßen liegende Leichen auf den Sonderfriedhof am Schlageter-Ring bringen. Andere wurden an Ort und Stelle in Bombentrichtern oder Splittergräben beerdigt. Eine beträchtliche Zahl ziviler Opfer und deutscher Soldaten wurde dann in dem höher gelegenen Teil des heutigen Ehrenfriedhofs in Massengräbern beigesetzt, unweit der getöteten Häftlinge aus der Boelcke-Kaserne. Für die später gefundenen Opfer ohne Anhang wurden Massengräber im vorderen Teil des Alten Hauptfriedhofs in der Leimbacher Straße angelegt. Heute steht an dieser Stelle ein Wohnblock. Auf dem Neuen Hauptfriedhof am Ring, im östlichen Teil in der Nähe des heutigen Denkmals aus rotem Granit, sind in den ersten Wochen und Monaten 920 Bombenopfer beerdigt worden.

## Materielle und kulturelle Verluste
Zerstört wurden drei Viertel der umwehrten Altstadt, die Neustadt und das Gebiet um die Frauenbergkirche. Von 14.300 Wohnungen im Jahre 1944 waren nach den Angriffen 6.200 völlig zerstört, 4.600 schwer und 1.200 leichter beschädigt. Nur 2.300 Wohnungen waren unbeschädigt. Der Zerstörungsgrad lag bei 74 %. Von der baulichen Industrie-Kapazität waren 64 % vernichtet. Die städtische Infrastruktur (Straßenbahn, Stromnetz, Gas- und Wasserversorgung) war nicht mehr vorhanden oder befand sich in katastrophalem Zustand.
Von den wichtigen Kulturbauten und öffentlichen Gebäuden sind im Bombenhagel und Feuersturm unwiederbringlich verlorengegangen: das Riesenhaus am Lutherplatz, das Rosenthalhaus am Markt, die Töpfertor-Schule in der Töpferstraße, die Mathilden-Mittelschule in der Predigerstraße, das Realgymnasium am Taschenberg, die Kaufmännische Berufsschule an der Promenade, das Stadtkrankenhaus am Taschenberg, das Frauenbergkloster in der Martinstraße, der Ilfelder Hof am Pferdemarkt/Hagen, die Alte Lateinschule am Jacobikirchplatz, das Jacobi-Pfarrhaus und das Vereinshaus Baltzerstraße. Das Alte Rathaus, das Stadthaus und das Theater wurden zerstört, aber wiederaufgebaut. Verloren gingen die meisten, für Nordhausen so typischen, bürgerlichen Fachwerkhäuser aus dem 13. bis 19. Jahrhundert, Bauten von der Gotik bis zum Frühklassizismus.
Von den sieben Nordhäuser Kirchenbauten blieb keine unversehrt. Vier wurden völlig zerstört: die St. Jacobi-Kirche in der Neustadt, die St. Nicolai-Kirche am Markt, die St. Petri-Kirche und die Frauenberger Kirche. Zwei Kirchen wurden schwer beschädigt: die St. Blasii-Kirche und der Dom zum Heiligen Kreuz. Weniger in Mitleidenschaft gezogen wurde die Altendorfer Kirche St. Maria im Tale. K. Bornträger hat die zerstörten Kirchen Nordhausens gezeichnet.
Von den geretteten Gebäuden der Altstadt waren viele stärker beschädigt. Lange Jahre fehlten Kräfte und Mittel zur sachgerechten Ausbesserung und Werterhaltung. So ging noch Erhaltenswertes verloren: ganze Teile der mittelalterlichen Stadtbefestigung, die Judentürme, barocke Bürgerhäuser in der Bäcker- und Pfaffengasse.
Auch Grabstätten im unteren Teil des Hauptfriedhofs wurden von Bomben getroffen.

## Bilder der Zerstörung
Eindrucksvolle Fotoaufnahmen findet man über Google bei Eingabe von „Nordhausen Bilder der Zerstörung“. Unterhalb der reichhaltigen Foto-Galerie folgen ebenfalls bebilderte online-Zeitungsartikel: „Bilder des Schreckens“ (nnz-online), „Nordhausen nach der Zerstörung“ (nnz-online), „Die Hölle von Nordhausen“ (Thüringer Allgemeine Webreportagen), „Bombenhagel auf Nordhausen“ (TLZ).
Lizenz-Schwierigkeiten erklären, warum in diesem Wikipedia-Artikel keine Fotos von den Zerstörungen dargestellt sind.

## Explosive Altlasten
Insgesamt waren vom britischen Bomber Command 2.386 Tonnen und von der amerikanischen Eighth Air Force 296 Tonnen Bombenlast auf Nordhausen abgeworfen worden.
Eine der am längsten nachwirkenden Folgen der Luftangriffe für die Bürger der Stadt blieben Hunderte von Blindgängern aller Größen: zwischen den Trümmern der Stadt und im Erdreich der Straßen, Gärten und Felder. In den ersten Jahren machten sich die Feuerwerker Jochen Nebel und Albin Diebler sehr verdient um die Entschärfung gefundener Bomben, ab 1962 der – deshalb zum Ehrenbürger ernannte – Helmut Zinke. Im Stadtgebiet wurden 1948 bis 1953 etwa 100 Bomben entschärft, dann 248 Blindgänger von 1954 bis 1999 entzündert und beräumt.
1996 musste ein 250-Kilogramm-Blindgänger gesprengt werden. 2008 fand man eine 500-Pfund-Bombe in der Altstadt, in Rathausnähe. 2010 wurde eine Fünf-Zentner-Bombe am Taschenberg entdeckt, 4.500 Menschen wurden evakuiert. Diese beiden Bomben konnten entschärft werden. Am 8. Juni 2016 mussten zur kontrollierten Sprengung einer 1-Tonnen-Bombe zwei eingemeindete Dörfer mit zusammen 1.080 Einwohnern vollständig geräumt werden: Leimbach und Steigerthal. Am Sonntag, dem 4. November 2018 wurden 5.300 Nordhäuser evakuiert, darunter Alters- und Pflegeheim-Bewohner: zwei „Weltkriegsbomben“ mit je 227 kg Sprengstoff mussten entschärft werden. Mehr als 350 Feuerwehrleute und anderes Personal waren im Einsatz. Erst 3 Wochen vorher waren zwei Blindgänger unschädlich gemacht worden, ebenfalls mit Evakuierungen. Am 6. November 2019 mussten nach dem Fund einer Fünf-Zentner-Sprengbombe neben dem Stadttheater über Nacht 15.000 Menschen aus dem Stadtzentrum (Umkreis ein Kilometer) evakuiert werden. Es war die größte Evakuierungsaktion in Nordhausen nach dem Zweiten Weltkrieg.
Experten schätzen (im Jahr 2020), dass noch etwa 600 Blindgänger unentdeckt im Nordhäuser Erdreich liegen
Es gilt eine Verordnung in Nordhausen, nach der jeder Bürger, der bauen will, sicherstellen muss, dass unter seinem Grund und Boden kein Gefahrgut liegt.

## Grabanlagen und Denkmäler
„Den authentischen Ort der Nordhäuser Luftkriegserinnerung stellt gewissermassen das gesamte Stadtgebiet dar.“

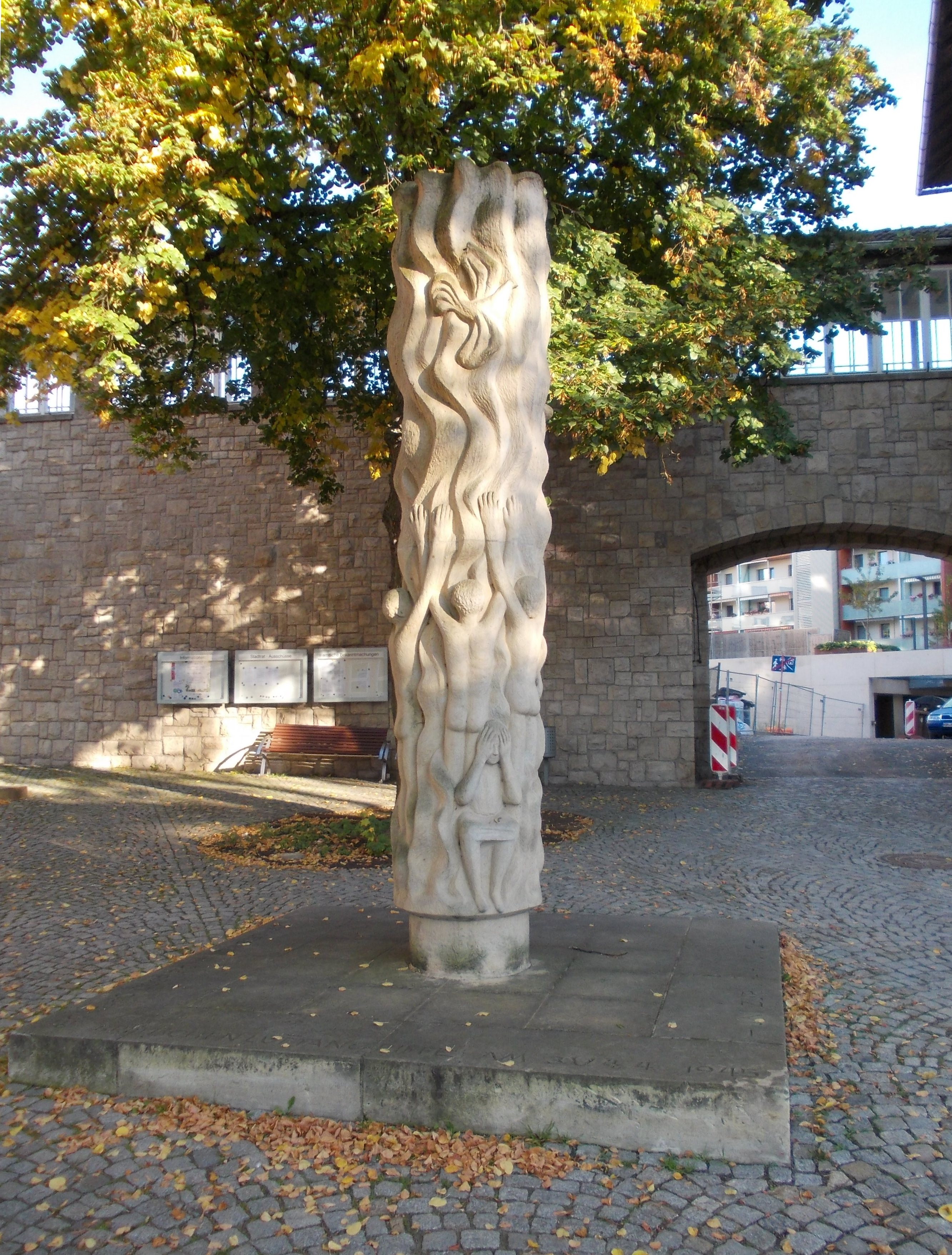
Mahnmal von 1969 für die Bombenopfer von 1945 am Rathaus von Nordhausen

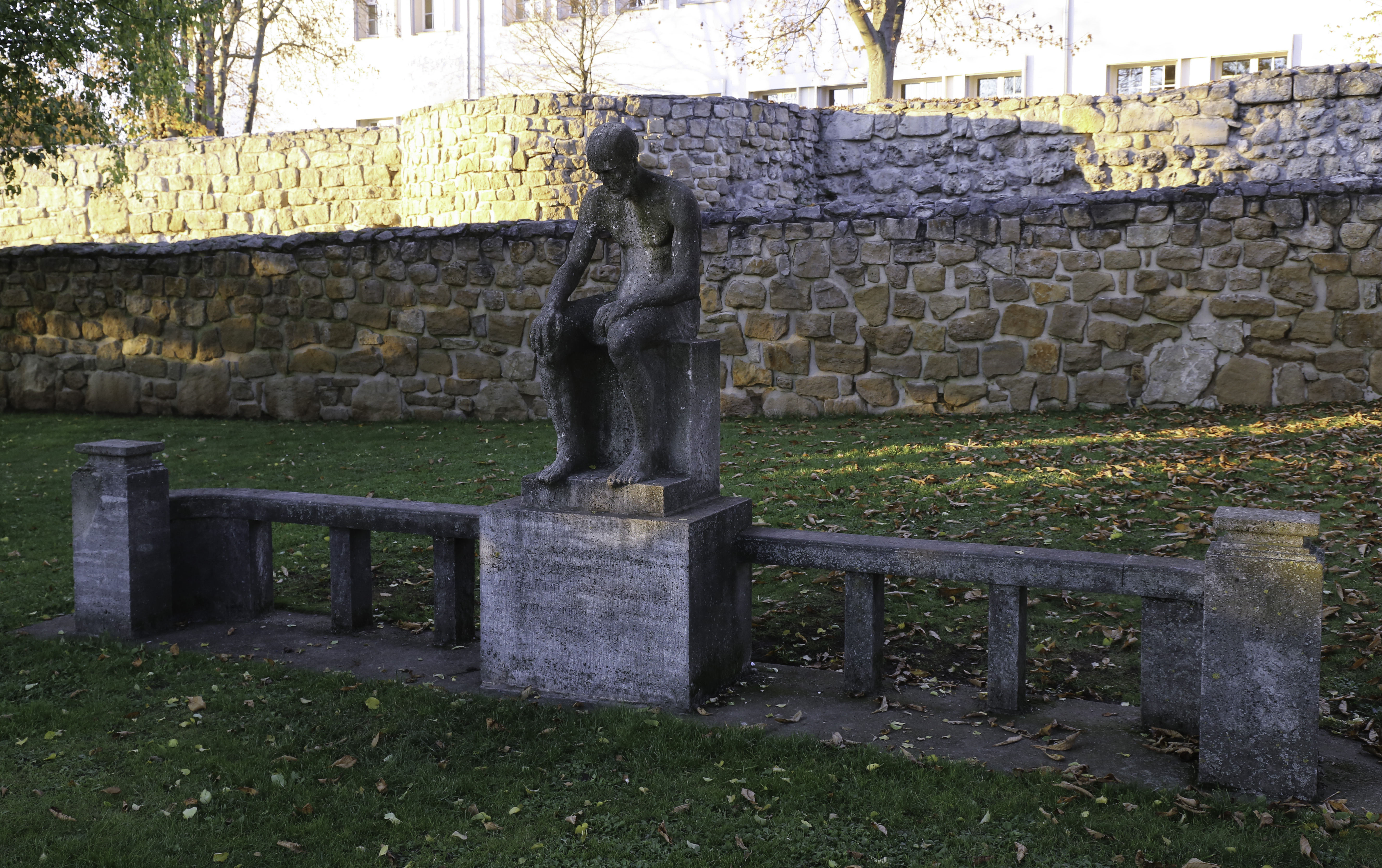
Denkmal am Petersberg

- Mahnmal für die Opfer der Bombardierungen vor dem Alten Rathaus: 1950 war ein großes Mahnmal mit Flammschale auf dem Sockel des früheren Luther-Denkmals am Rathaus errichtet worden. Es trug die Inschrift: „4.4. 1945. Zerstörung Nordhausens durch amerikanische Bomber - 8800 Opfer klagen an“ (amerikanische Bomber war falsch, der 3.4. fehlte). 1969 wurde dieses Denkmal durch eine Säule ersetzt, die bis heute existiert. Die Stele von Jürgen von Woyski aus hellem Sandstein stellt sich nach oben reckende kindliche Leiber dar, die von Flammen umschlungen sind, oben eine Friedenstaube. Die Bodenplatte trägt die Inschrift: „Uns zur Mahnung. Zum Gedenken an die 8.800 Opfer der britischen Luftangriffe am 3. und 4.4.1945“. 1969 lautete die Inschrift: „… des angloamerikanischen Angriffs am 3./4.4. 1945“, 2003 dann „… des englischen Luftangriffes“ und ab 2004 historisch korrekt „… der britischen Luftangriffe am 3. und 4.4.1945“.[63] An diesem Denkmal finden die jährlichen offiziellen Gedenkveranstaltungen der Stadt Nordhausen jeweils am 4. April statt.
- Auf dem Ehrenfriedhof westlich des Stresemannrings befindet sich ein 1999 umgestaltetes Denkmal in Erinnerung an die hier in Massengräbern beigesetzten über 1.600 KZ-Häftlinge, zum größten Teil Opfer der Luftangriffe auf die Boelcke-Kaserne am 3. und 4. April 1945. Auch viele Nordhäuser zivile Bombenopfer und Soldaten wurden auf dem nördlichen Teil des Sonderfriedhofs, des jetzigen Ehrenfriedhofs, oberhalb des Denkmals in Massengräbern beerdigt.[64] Die Anlage hieß zur Zeit der SBZ und DDR zunächst „Ehrenfriedhof für die Opfer des Faschismus“, dann erhielt sie 1979 in der offiziellen Denkmalerklärung den Zusatz „… (Luftangriff 1945)“. Eine für 1995 vorgesehene Umgestaltung der Anlage, die unter zwei Hochkreuzen auch die Nordhäuser Bombenopfer und Wehrmachtssoldaten mit einbezogen hätte, war durch Einspruch des Euro-Komitees der früheren Häftlinge verhindert worden.[65]
- Auf dem Hauptfriedhof (östlich vom Krematorium, fast am Friedhofsrand) findet sich seit Anfang der 1990er Jahre ein Denkmal aus dunkelrotem Marmor (stammt von einem Denkmal für Kaiser Friedrich III.), dessen Bronzeplatte die zusammenfassende Inschrift trägt: „Zum Gedenken an die Gefallenen und Vermissten beider Weltkriege, die Toten der Bombenangriffe, die Opfer aller Gewaltherrschaft. Die Bürger der Stadt Nordhausen“. Links seitlich von dem Denkmal, vor dem begrenzenden Zaun, wurde eine größere Anzahl von Bombentoten in Gemeinschaftsgräbern beigesetzt.[66] Dort stehen noch einige schlichte große Kreuze, die wohl darauf hinweisen. Auf einer großen Fläche vor dem Marmordenkmal liegen Gräberfelder mit überwiegend namentlich gekennzeichneten Steinkreuzen mit Wehrmachts-(Luftwaffen-) und zivilen Kriegsopfern aus Nordhausen. Doch finden sich auch Inschriften wie: „Unbekannte Frauen, unbekanntes Kind, 26 unbekannte Bombenopfer“. Vor dem Marmor-Denkmal finden die jährlichen Gedenkfeiern des Volksbundes Deutsche Kriegsgräberfürsorge statt.
- Gemeinschaftsgräber (nicht mehr erkennbar) auf dem südwestlichen Teil des Alten Friedhofs (an der Leimbacher Straße), darüber ein Naturstein mit Metalltafel und Text: „Zum Gedenken an über 600 Opfer des Bombenangriffs auf die Stadt Nordhausen am 3./4. April 1945, die an diesem Ort beigesetzt wurden“ (historisch korrekt müsste es heißen „der Bombenangriffe“ und „am 3. und 4. April“). Auf einem Teil des Gräberfeldes wurde zu DDR-Zeiten an der Leimbacher Straße ein Wohnblock errichtet.[67]
- Der St. Petriturm auf dem Petersberg brannte bei den Bombenangriffen aus, verlor seine Spitze und sein Kirchenschiff. Bis 1987 war er weithin als stumpfe Luftkriegsruine erkennbar, dann erhielt er wieder einen Turmhelm. Der Turm ist seit 1990 zum Luftkriegsgedenkort gestaltet worden. So ruft ein „Raum der Ruhe“ zum Gedenken an die über 100 Menschen, die hier Schutz gesucht hatten und unter den Trümmern des Kirchenschiffs begraben wurden. Die gefundenen Gebeine hat man auf den Hauptfriedhof umgebettet. Die Lage des früheren Kirchenschiffs wurde markiert.
- Weiterer Gedenkort (von 2005) auf dem Petersberg, unweit des Turms: Eine sitzende steinerne Plastik eines Mannes, der den Kopf trauernd gesenkt hat. Inschrift: „Zum Gedenken an die Toten der Bombenangriffe vom 3. und 4. April 1945 am Petersberg“.
- Die Frauenberger Kirche, von der nach dem Bombardement nur noch wiederaufgebautes Querhaus und Chor existieren, stellt ebenfalls ein Luftkriegsdenkmal dar. Am Ende eines Kreuzweges 1995 zum 50. Jahrestag der Zerstörung wurde ein sieben Meter hohes Holzkreuz an der Fassade der Kirche, später an dem Fenster zum früheren Kirchenschiff befestigt. Es trägt die Inschrift: „Selig, die Frieden stiften - 3./4. April 1945 Zerstörung Nordhausens - Von den Kirchengemeinden der Stadt am 2. April 1995 errichtet als Zeichen christlicher Hoffnung“.[68]

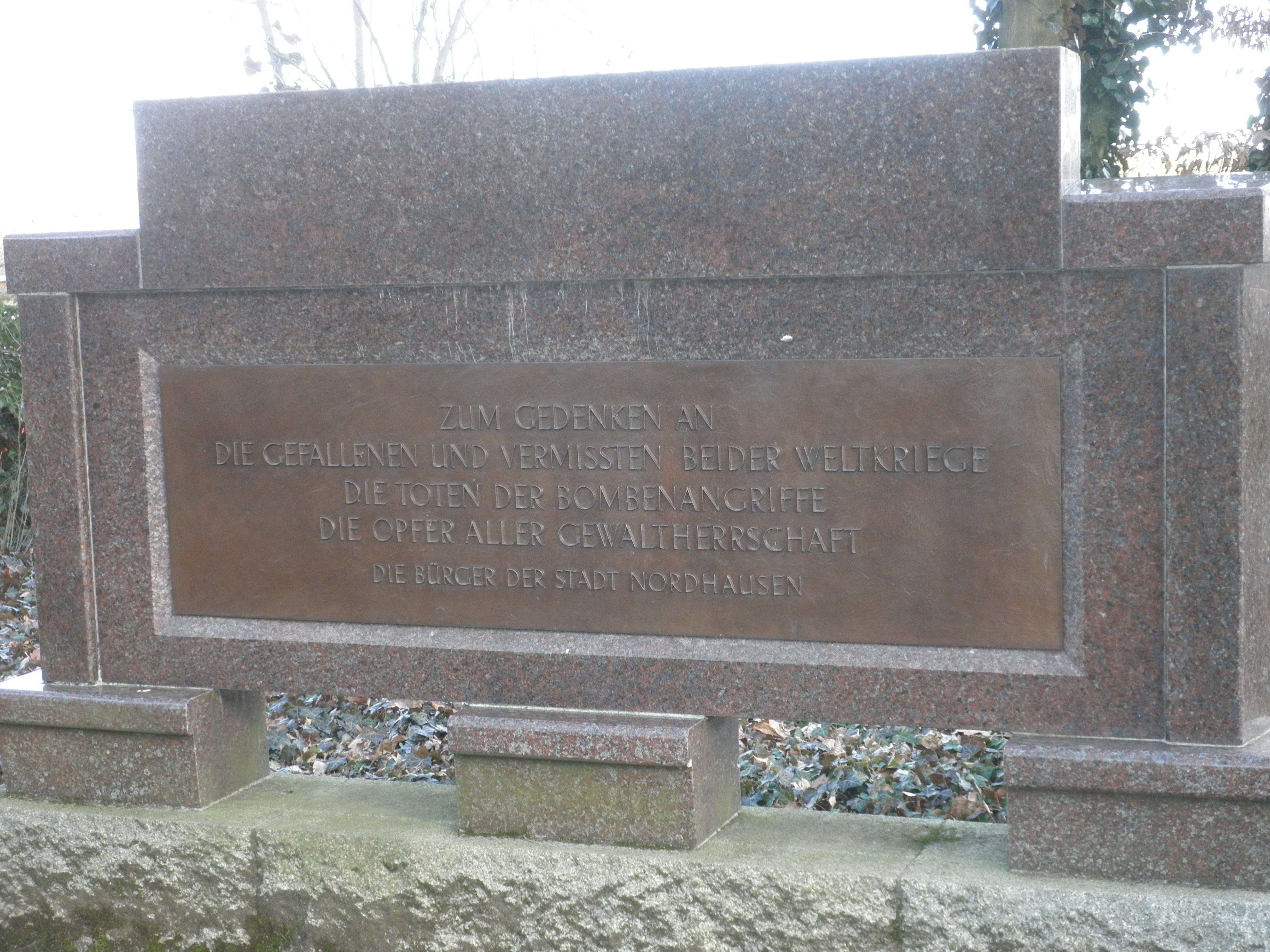
Denkmal für Nordhäuser Kriegsopfer auf dem Friedhof
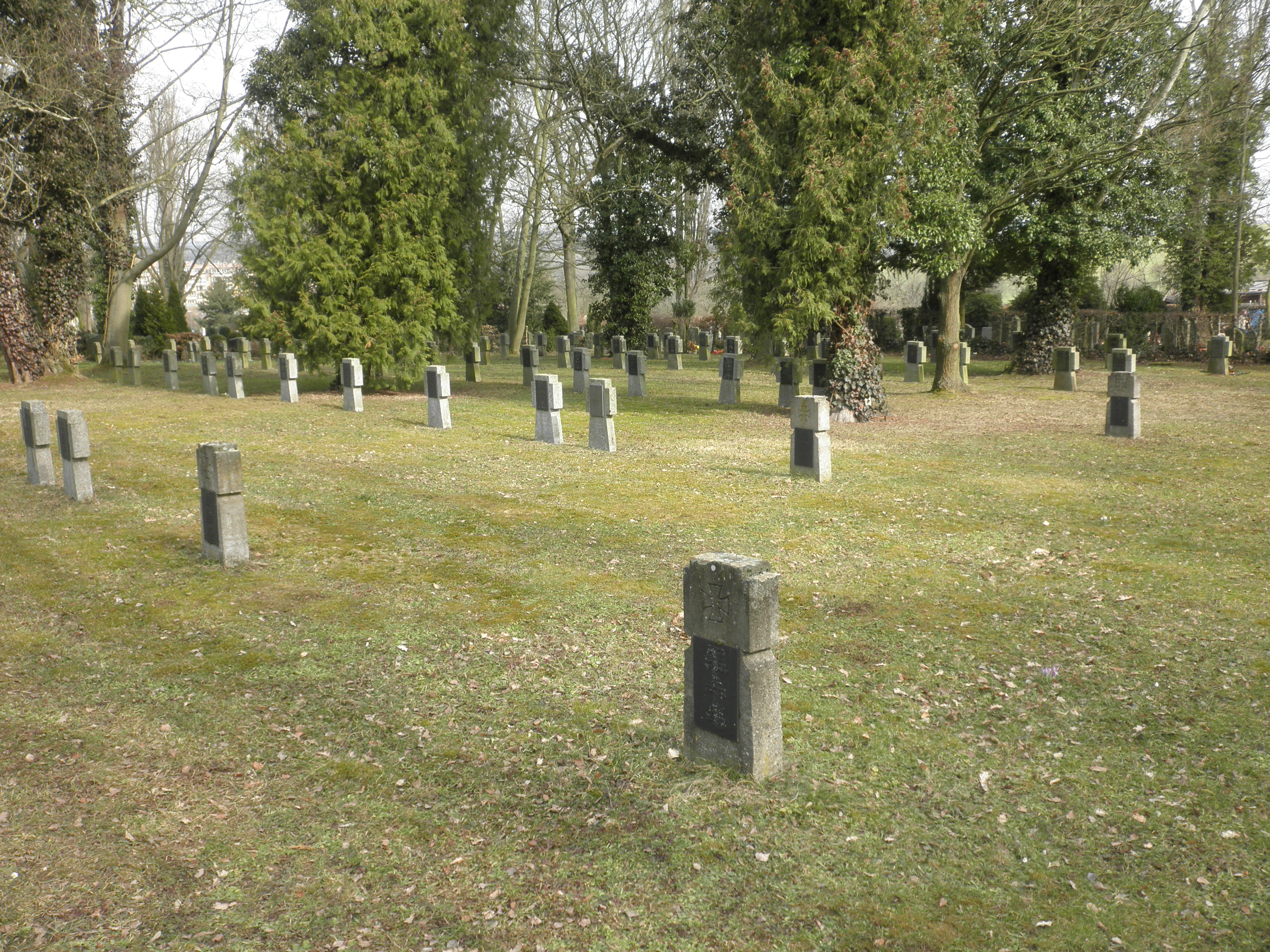
Zivile und Soldaten-Kriegsgräber auf dem Nordhäuser Friedhof
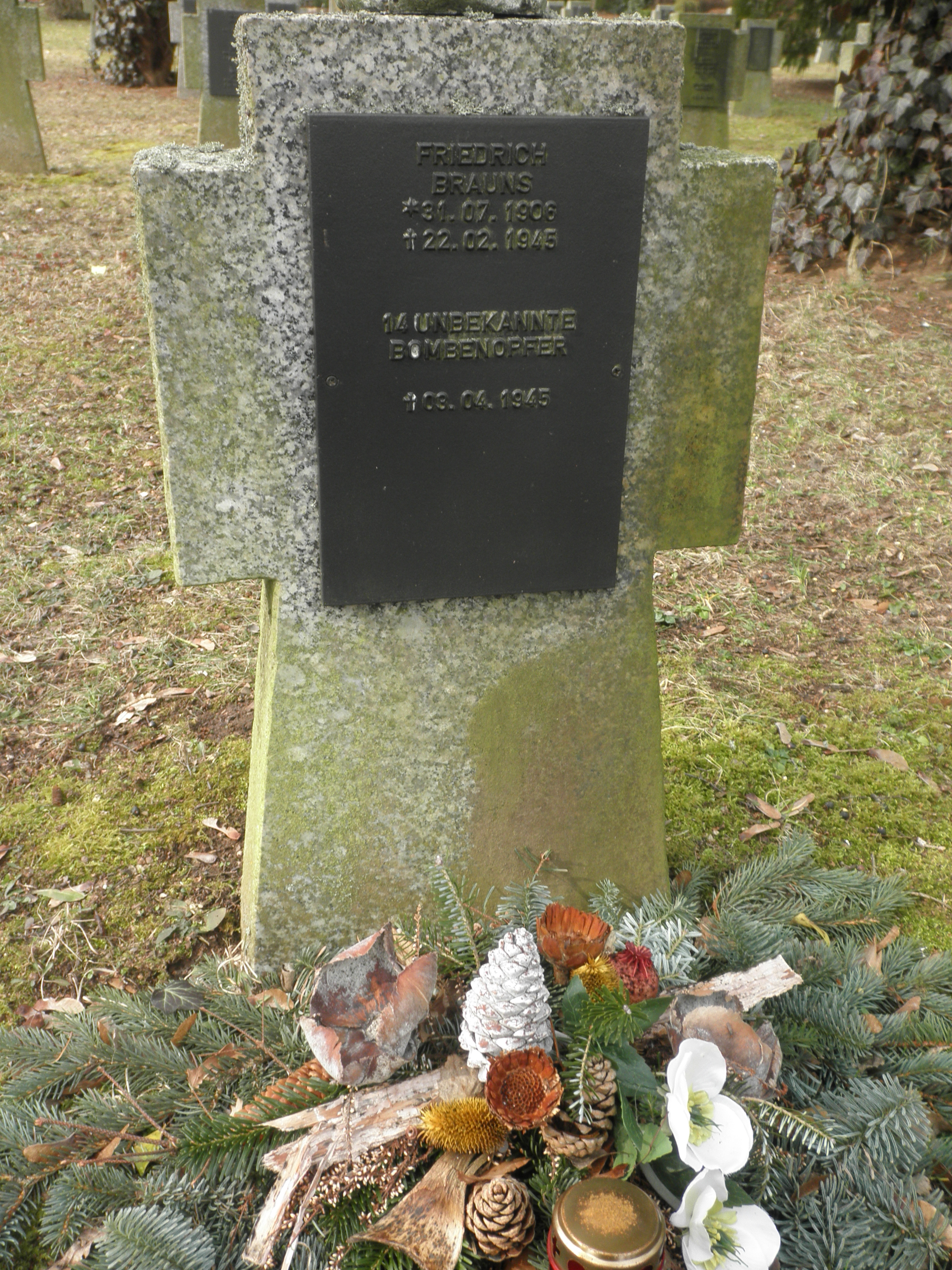
Kreuz für 24 unbekannte Bombenopfer auf dem Nordhäuser Friedhof
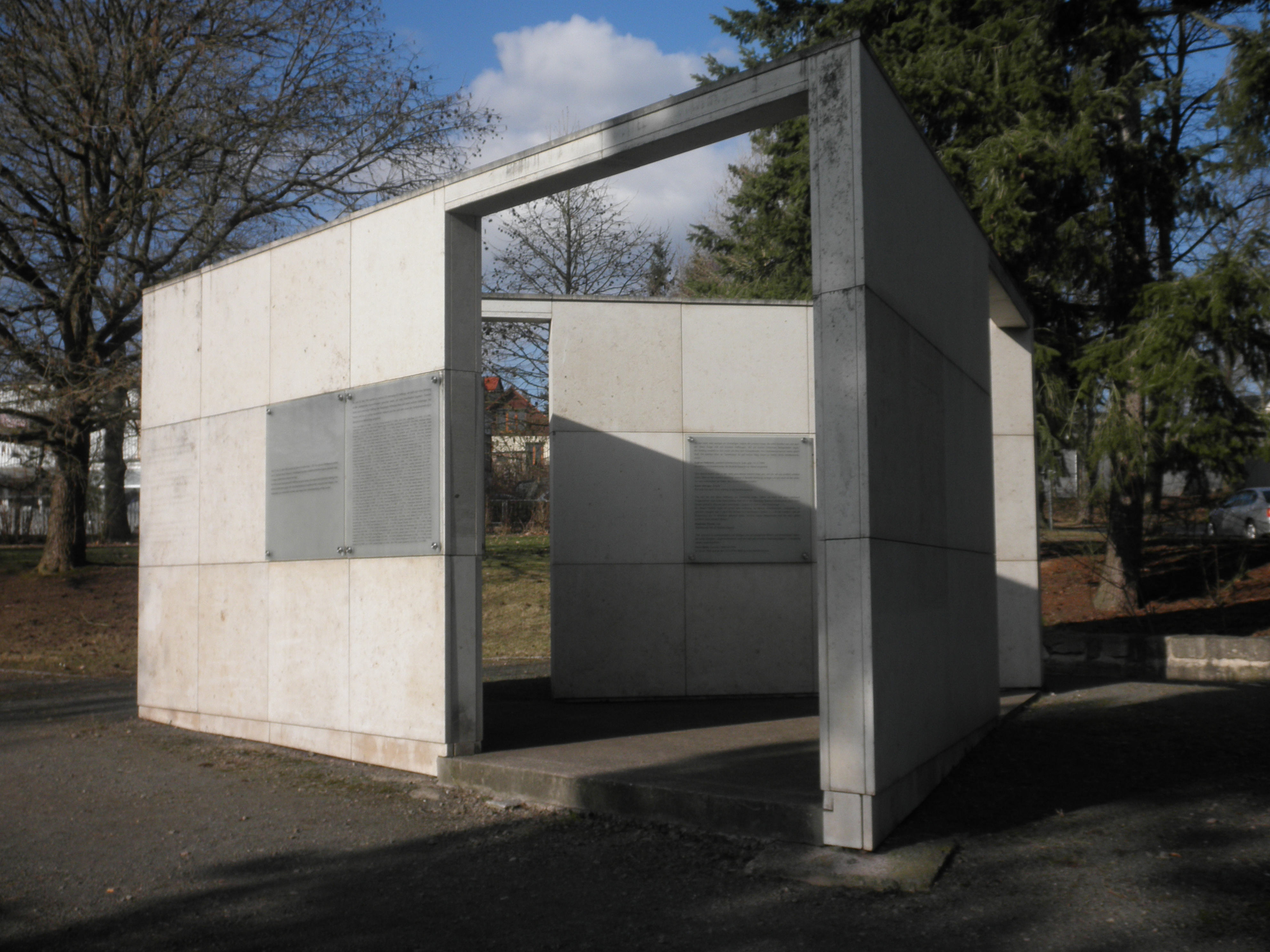
Ehrenfriedhof für KZ-Häftlinge am Stresemannring in Nordhausen
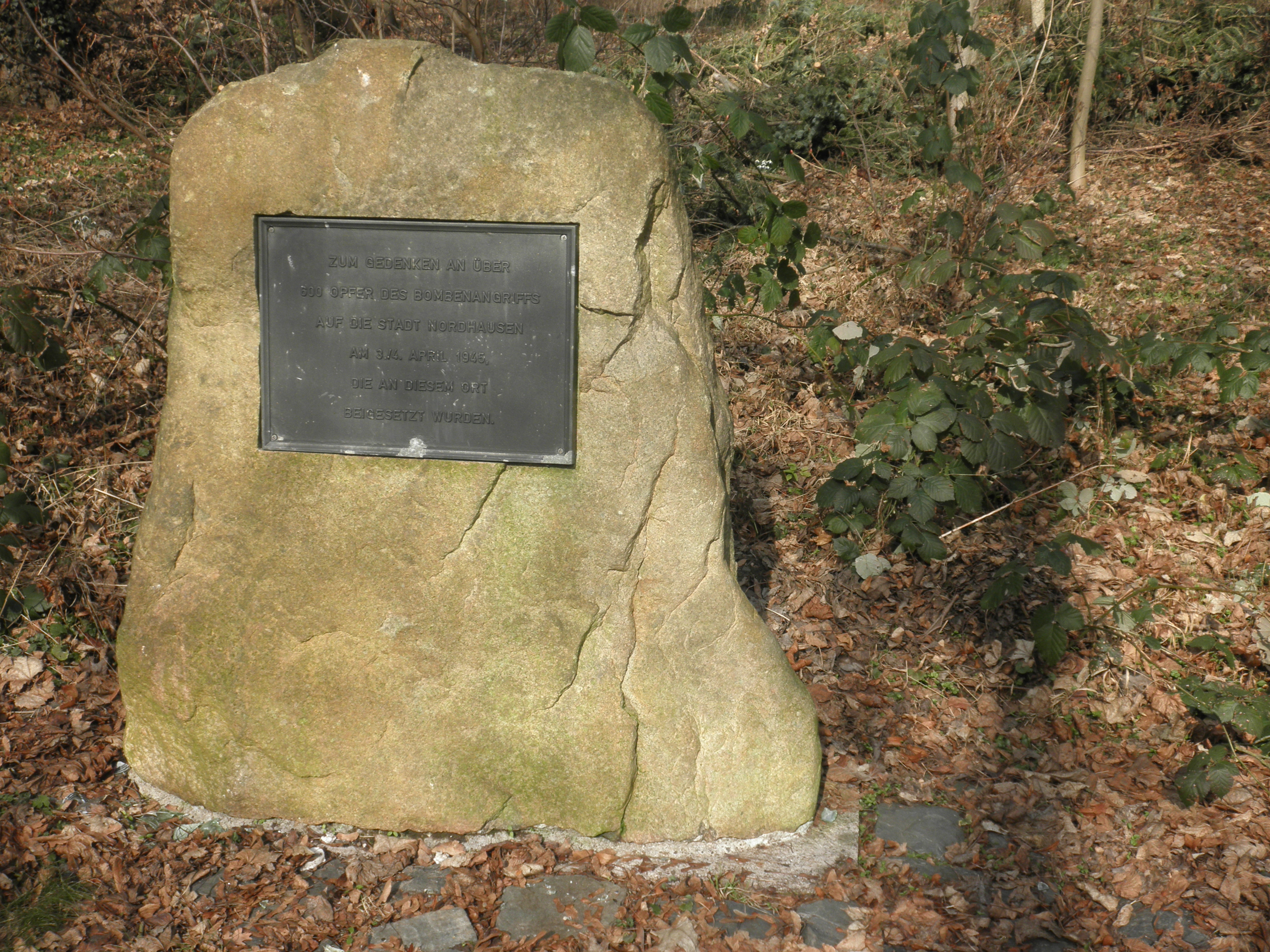
Massengrab für Bombenopfer auf dem Alten Friedhof in Nordhausen
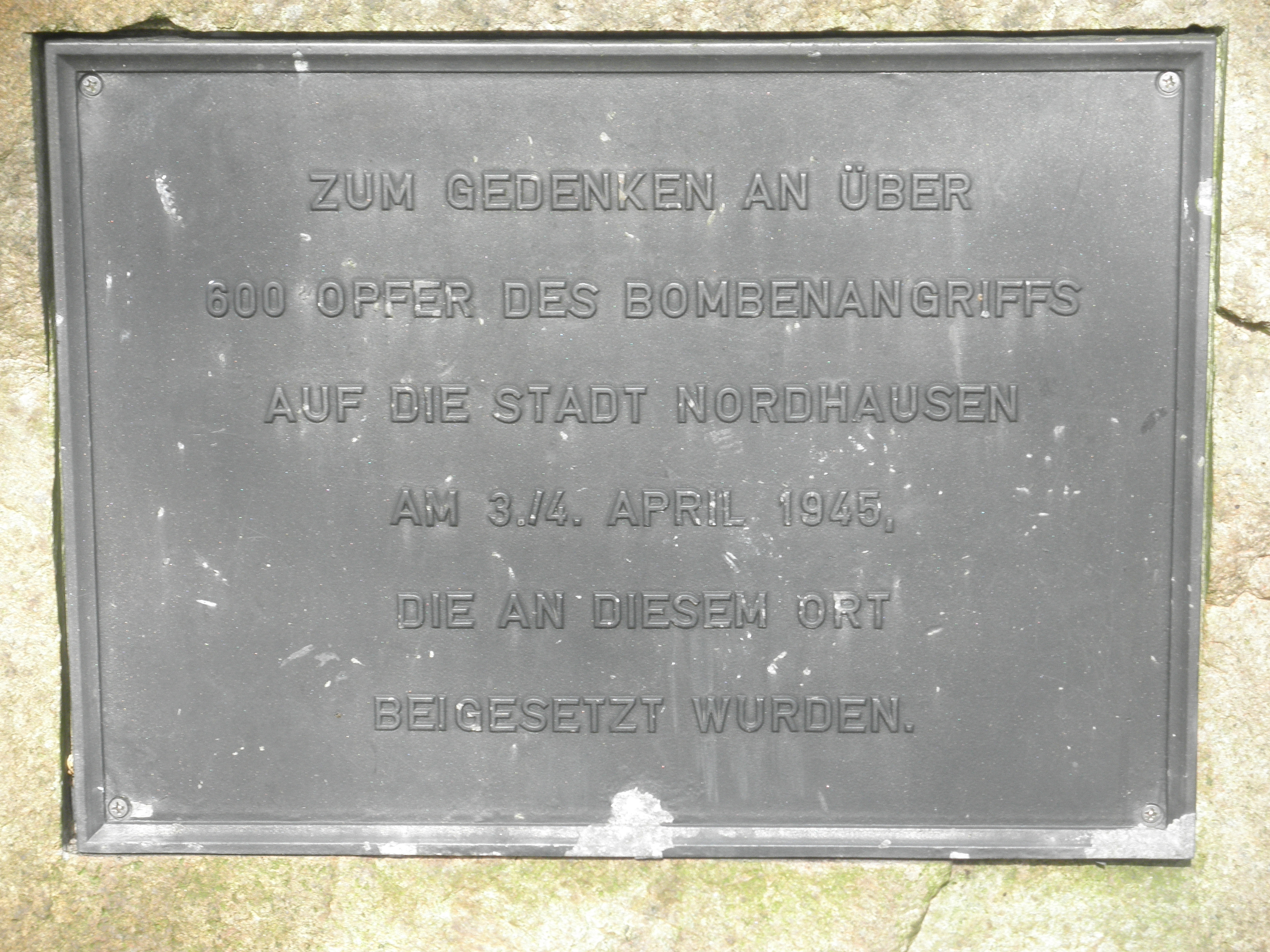
Massengrab für Bombenopfer auf dem Alten Friedhof in Nordhausen
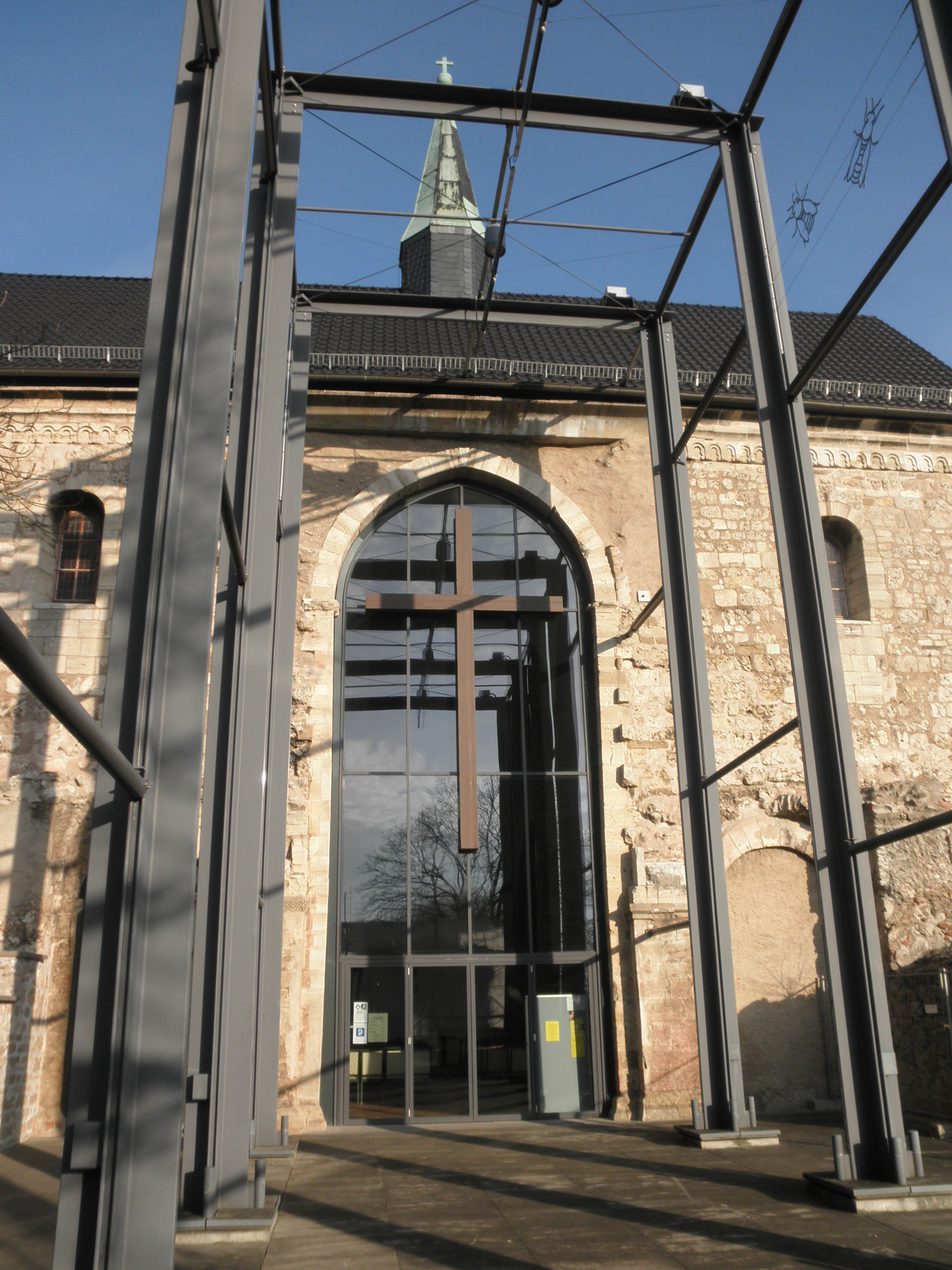
Kreuz an der Frauenbergkirche als Erinnerung an deren Zerstörung 1945